# Клеопатра I
Клеопатра I (204 до н. е. —176 до н. е.) — цариця Єгипту у 193 до н. е.–180 до н. е. роках (формально, разом з чоловіком), у 180 до н. е.–176 до н. е. роках (як регентша сина Птолемея VI).

## Життєпис
Походила з династії Селевкідів. Донька царя Антіоха III та Лаодіки III. Після перемог його батька у V Сирійській війні, у 197 році розпочалися перемовини Сирії з Єгиптом щодо укладання миру, однією з умов якого став шлюб між Клеопатрою та Птолемеєм V. Протягом декількох років узгоджувалися пункти договору, саме весілля відбулося у 193 році до н. е. у м. Рафія (південна Палестина).
В Єгипті вона отримала титули Теї Епіфани та Адельфи. Поступово вона завоювала довіру чоловіка. З 187 року вона дедалі більше долучається до вирішення державних справ після отруєння чоловіка у 180 році до н. е. Клеопатра перебирає владу на себе, править замість свого малолітнього сина Птолемея.
Вона офіційно правило до самої смерті. Її ім'я завжди ставилося перед ім'ям сина-царя Птолемея VI. Також карбувала власні золоті монети.

## Родина
Чоловік — Птолемей V Епіфан
Діти:
- Птолемей, цар у 180–145 роках
- Птолемей, цар у 145–116 роках
- Клеопатра, дружина царів Птолемея VI та Птолемея VIII.